# Walther Gottheil
Walther Gottheil (* 15. März 1860 in Königsberg; † 9. März 1885 in Montreux, Schweiz) war ein deutscher Schriftsteller.

## Leben
Walther Gottheil wurde in Königsberg geboren und besuchte das Gymnasium in Berlin. Anschließend widmete er sich der deutschsprachigen Literatur und zog später für drei Jahre nach Italien und in die Schweiz. Im Jahre 1882 wurde er Mitarbeiter des von Rudolf Mosse gegründeten Zeitschriftenverlages Deutsches Montagsblatt. Gottheil hielt von 1882 bis zu seinem Tod im Jahre 1885 gelegentlichen Briefwechsel mit dem Ehepaar Emilie und Rudolf Mosse.

## Werke

### Berliner Märchen, 1881
Das Bild auf dem Einband des Buches ist eine Zeichnung von Franz Stuck. Die Märchen wurden farbig illustriert nach den Federzeichnungen von Henry Albrecht.
Der deutsche Dichter Oskar von Redwitz schrieb nach dem kennenlernes des Buches an die Berliner Verlagshandlung Walther & Apolant folgenden Brief:

„Euer Wohlgeboren!
Durch einen glücklichen Zufall lernte ich hier die wirklich ausgezeichneten hochpoetischen "Berliner Märchen" von Walther Gottheil kennen, und möchte ich Sie freundlichst ersuchen, sofort dieses für die Kinderwelt höchst bedeutende Buch, an dem sich auch Große herzlich erfreuen können, an umstehende Adresse senden zu lassen.
Ich weiß, daß ich damit meinen vier Enkeln eine große und bleibende Freude bereiten werde.
Vielleicht freut es auch Sie selbst, daß gerade ich ein solch ungewöhnliches Wohlgefallen an diesem Buche gefunden habe.“